# Клод Франсуаза (герцогиня Лотарингии)
Клод Франсуаза Лотарингская (6 октября 1612, Дворец герцогов Лотарингских — 2 августа 1648, Вена) — принцесса Лотарингская по рождению, герцогиня Лотарингии в браке с герцогом Николя II Франсуа Лотарингским. Дочь Генриха II Лотарингского и его жены Маргариты Мантуанской.

## Биография
18 февраля 1634 года Клод Франсуаза вышла замуж за своего двоюродного брата Николя II Франсуа Лотарингского. У них было пятеро детей:
- Фердинанд Филипп (29 декабря 1639 — 1 апреля 1659) — принц Лотарингский, герцог Барский
- Карл Леопольд (3 апреля 1643 — 18 апреля 1690) — герцог Лотарингии
- Анна Элеонора (умерла в младенчестве)
- Анна Мария Тереза (30 июля 1648 — 17 июня 1661) — аббатиса Рамирмонского аббатства
- Мария Анна (30 июля 1648 — дата смерти не известна)

Клод Франсуаза умерла в Вене в возрасте 35 лет, родив девочек-близнецов Марию Анну и Анну Марию. Она была похоронена в церкви Сен-Франсуа-де-Корделье в Нанси, Лотарингия.